# Ti kvinder fra Stralsund
Ti kvinder fra Stralsund er en blyantstegning i brunt blæk, tegnet af Melchior Lorck omkring 1571.Tegningen er 22.2 x 31.3 cm. Værket er del af en serie tegninger, som menes at have udgjort forlæg for træsnit, som skulle illustrere en planlagt bog om dragtens historie. Tegningen viser ti kvinder, som er stillet op for at vise forskellige dragter fra 1500-tallet. Kvinderne indtager forskellige positioner, som gør det muligt for Lorck at vise dragterne fra forskellige vinkler.

## Tegningens herkomst
Tegningen blev udstillet i Den Kgl. Kobberstiksamling, Statens Museum for Kunst i 1962, som derefter i marts 1966 erhvervede den fra den engelske Evelyn Collection ved hjælp af Konsul Georg Jorck og Hustru Emma Jorcks Fond.

## Kunstneren Melchior Lorck
Melchior Lorck er den første danskfødte kunstner, hvis livsværk er omfattende dokumenteret. Alligevel, og trods stor interesse fra danske og udenlandske forskere, er Lorck i bredere kredse en relativt ukendt kunstner. Hans forbindelser til Christian 3. og Ferdinand 1. førte ham vidt omkring i verden. Lorck dokumenterede sine iagttagelser på papir. Hans motivverden spændte vidt og omfattede byprospekter, arkitektur, hverdagsliv, dragtstudier, våben, redskaber og portrætter. Tegningerne blev senere omsat til træsnit og kobberstik og udgivet i bogværker. Fra hans ungdomstid og studierejser er der bevaret tegninger, kobberstik og træsnit, som viser påvirkning fra Lucas Cranach og Albrecht Dürer.